# مثل مایک
مثل مایک (به انگلیسی: Like Mike) فیلمی ۹۹ دقیقه‌ای در سبک کمدی به کارگردانی جان شولتز با بازی بو بو محصول سال ۲۰۰۲ است.